# Valdecarros (Salamanca)
Valdecarros es un municipio y localidad española de la provincia de Salamanca, en la comunidad autónoma de Castilla y León. Se integra dentro de la comarca de la Tierra de Alba. Pertenece al partido judicial de Salamanca y a la Mancomunidad Tierras del Tormes.
Su término municipal está formado por un solo núcleo de población, ocupa una superficie total de 27,23 km² y según los datos demográficos recogidos en el padrón municipal elaborado por el INE en el año 2017, cuenta con una población de 363 habitantes.

## Símbolos

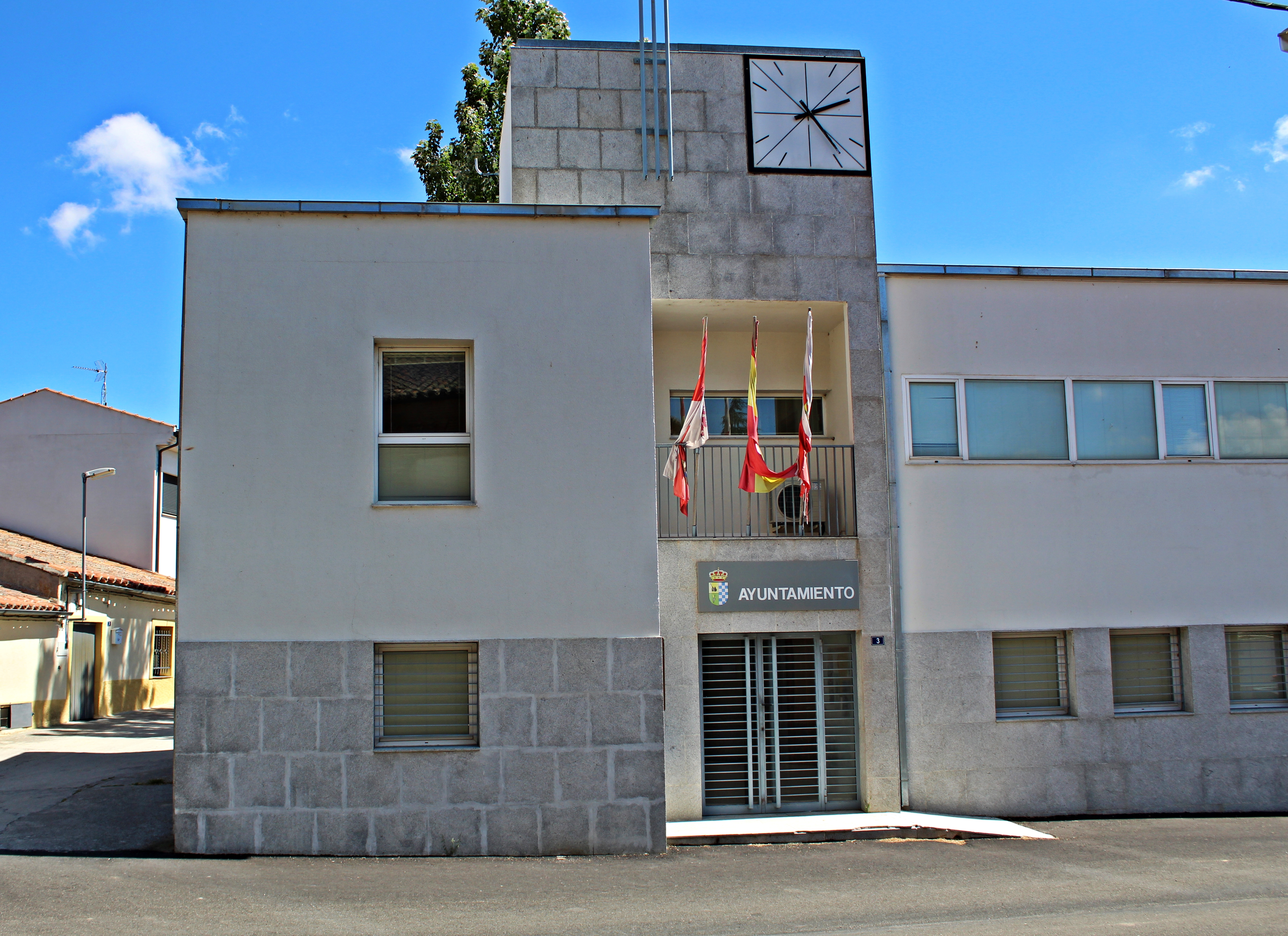
Ayuntamiento.

### Escudo
El escudo heráldico que representa al municipio fue aprobado el 12 de diciembre de 2012 con el siguiente blasón:

«Escudo medio cortado y partido. Primero, de oro con un carro de labranza al natural; cortado de sinople con una reja de arado de plata, puesta en barra, y cargada de una espiga de oro, puesta en banda. Partido de un jaquelado de quince piezas, ocho de plata y siete de azur. Timbrado de la Corona Real española»
Boletín Oficial de Castilla y León nº 137 de 18 de julio de 2013

### Bandera
La bandera municipal fue aprobada también el 12 de diciembre de 2012 con la siguiente descripción textual:

«Bandera contraembrazada en gules y plata, cargada del escudo heráldico propio. Timbrada de la Corona Real Española.»
Boletín Oficial de Castilla y León nº 137 de 18 de julio de 2013

## Historia
Su fundación se remonta a la repoblación efectuada por los reyes de León en la Edad Media, quedando integrado en el cuarto de Cantalberque de la jurisdicción de Alba de Tormes, dentro del Reino de León. Con la creación de las actuales provincias en 1833, Valdecarros quedó encuadrado en la provincia de Salamanca, dentro de la Región Leonesa, formando parte del partido judicial de Alba de Tormes hasta la desaparición de éste y su integración en el de Salamanca.

## Monumentos y lugares de interés
- Iglesia parroquial de San Vicente Mártir.

## Geografía humana

### Demografía
Cuenta con una población de 310 habitantes (INE 2024).
| Gráfica de evolución demográfica de Valdecarros entre 1842 y 2021                                                     |
| |
| Población de derecho según los censos de población del INE. Población de hecho según los censos de población del INE. |

## Administración y política
| Partido político                         | 2019  | 2019  | 2019       | 2015  | 2015  | 2015       | 2011  | 2011  | 2011       | 2007  | 2007  | 2007       | 2003  | 2003  | 2003       |
| Partido político                         | %     | Votos | Concejales | %     | Votos | Concejales | %     | Votos | Concejales | %     | Votos | Concejales | %     | Votos | Concejales |
| Partido Socialista Obrero Español (PSOE) | 50,19 | 130   | 4          | 30,51 | 83    | 2          | 40,85 | 116   | 3          | 45,02 | 140   | 3          | 43,99 | 150   | 3          |
| Partido Popular (PP)                     | 49,81 | 129   | 3          | 68,38 | 186   | 5          | 57,75 | 164   | 4          | 53,05 | 165   | 4          | 34,90 | 119   | 3          |
| Unión del Pueblo Salmantino (UPSa)       | —     | —     | —          | —     | —     | —          | —     | —     | —          | —     | —     | —          | 19,94 | 68    | 1          |